# Paidy
株式会社Paidy（ペイディ）は、オンラインショップ向けの後払い決済サービスを提供する企業である。

## 企業沿革
2008年3月、エクスチェンジコーポレーション株式会社の商号で設立され、当初はソーシャルレンディングサービス「AQUSH」を主な事業としていた。2014年7月にオンライン決済サービス「ペイディ」を開始してからは次第に事業の軸足を「ペイディ」に移し、ソーシャルレンディング事業は2018年6月で新規募集を終了した。
2021年9月7日にPayPalホールディングスが27億USドル（約3000億円）で買収すると発表。

## サービス概要
ペイディはオンラインショッピングサイトと提携して、ユーザーに対しクレジットカードなしで利用できる「あと払いサービス」を提供している。
ペイディを利用した支払代金は、（複数のサイトでの利用があれば）ひとつにまとめられ、翌月3日までに登録した携帯電話へメール及びSMSにより請求金額が通知される。ユーザーは請求金額を10日までに銀行振り込みかコンビニ払いにて支払う。（支払い手段により送金手数料がかかる。また口座振替による自動引き落としも可能）2024年6月1日利用分より、支払い期日が翌月27日に変更された。
2020年4月からは本人確認と利用上限金額設定機能を実装した「ペイディプラス」も提供を開始した。ペイディプラス会員向けに、2020年10月からは分割手数料無料（口座振替・銀行振込のみ）の「３回あと払い」のサービスも開始したほか、2021年4月には、Visaのオンライン加盟店であればどこでも使えるバーチャルカードの「ペイディカード」の提供を開始した。2022年7月には、Visa加盟の実店舗で利用できる「ペイディリアルカード」の発行を開始した。
2022年2月からは、翌月の支払いを待たずに好きな時にコンビニ払いで支払いが可能な「すぐ払い」の機能を追加した。（コンビニ払いは手数料がかかる）
2022年12月には、Amazon.co.jpを皮切りに、日本初の分割手数料無料（口座振替・銀行振込のみ）の「6回あと払い」の提供を開始した。2023年2月には星野リゾートや、40以上のオンラインストアでも同サービスが利用できるようになった。また、2023年4月末に、約30のオンラインストアで利用できる日本初の分割手数料無料（口座振替・銀行振込のみ）の「12回あと払い」の提供を開始している。
現在Amazon、Qoo10始め70万店舗以上で利用可能。

## 参考
ペイディの利用開始時に携帯電話の電話番号とメールアドレスのみで認証を行う点を悪用し、メルカリなどのフリマアプリを通した詐欺行為が2020年1月に明らかになり、運営会社では一部の決済サービスの制限などの対策を取った。